# 塞爾維亞-保加利亞戰爭
塞尔维亚-保加利亚战争于1885年11月14日（儒略曆11月2日 ）开始，当时塞尔维亚不满保加利亚公国与东鲁米利亚完成联盟，便向保加利亚宣战。当时，俄罗斯撤回了其駐外教官，该国支持年轻的保加利亚军队，并拥有高级军官，旨在建立一支独立的军队。保加利亚在这场被称为“上尉击败将军”的短暂战争中取得胜利，是国际社会承认公国与东鲁米利亚联盟的開頭。

## 背景
1885 年 9 月 6 日東魯米利亞與保加利亞公國統一後，保加利亞受到奧斯曼帝國和塞爾維亞的戰爭威脅，奧斯曼帝國希望根據柏林條約恢復其對東魯米利亞的權利，而塞爾維亞則要求獲得領土補償。由於不想捲入一場衝突，列強限制了土耳其的干預，但同時要求亞歷山大王子從魯米利亞撤軍。由於對王子的不信任，可以追溯到權力政權時期，俄羅斯沙皇亞歷山大三世拒絕支持保加利亞外交，儘管他告訴保加利亞代表“不能出現分離問題”。英國正在採取行動支持巴滕伯格，希望通過他消除俄羅斯在保加利亞的影響力。 10月底在君士坦丁堡舉行的會議上，英國代表威廉·懷特和他的法國同事在其他國家大使的支持下阻止了土耳其派遣專員。
然而这次统一并没有得到其他巴尔干小国的欢迎，因为随着鲁米莉亚的加入，公国的面积扩大了一倍，这极大地改变了巴尔干地区的力量平衡，成为了巴尔干半島中極有可能繼承摇摇欲坠地奥斯曼帝国的主要競爭者。 因此希腊立即进行动员。其政府威胁俄罗斯、奥斯曼帝国和西方列强入侵馬其頓领土，吞并马其顿部分地区，作为对保加利亚领土扩张的补偿，因为它与保加利亚没有共同边界，无法要求保加利亚直接赔偿。罗马尼亚也试图在南多布鲁贾实现领土扩张，但扬·布拉蒂亚努政府的计划并未得到德国、奥匈帝国和俄罗斯的认可，而且在俄罗斯军队在罗马尼亚东部边境集结后，罗马尼亚军队总理郑重宣布罗马尼亚将在鲁梅利亚与公国联盟问题上保持中立。 

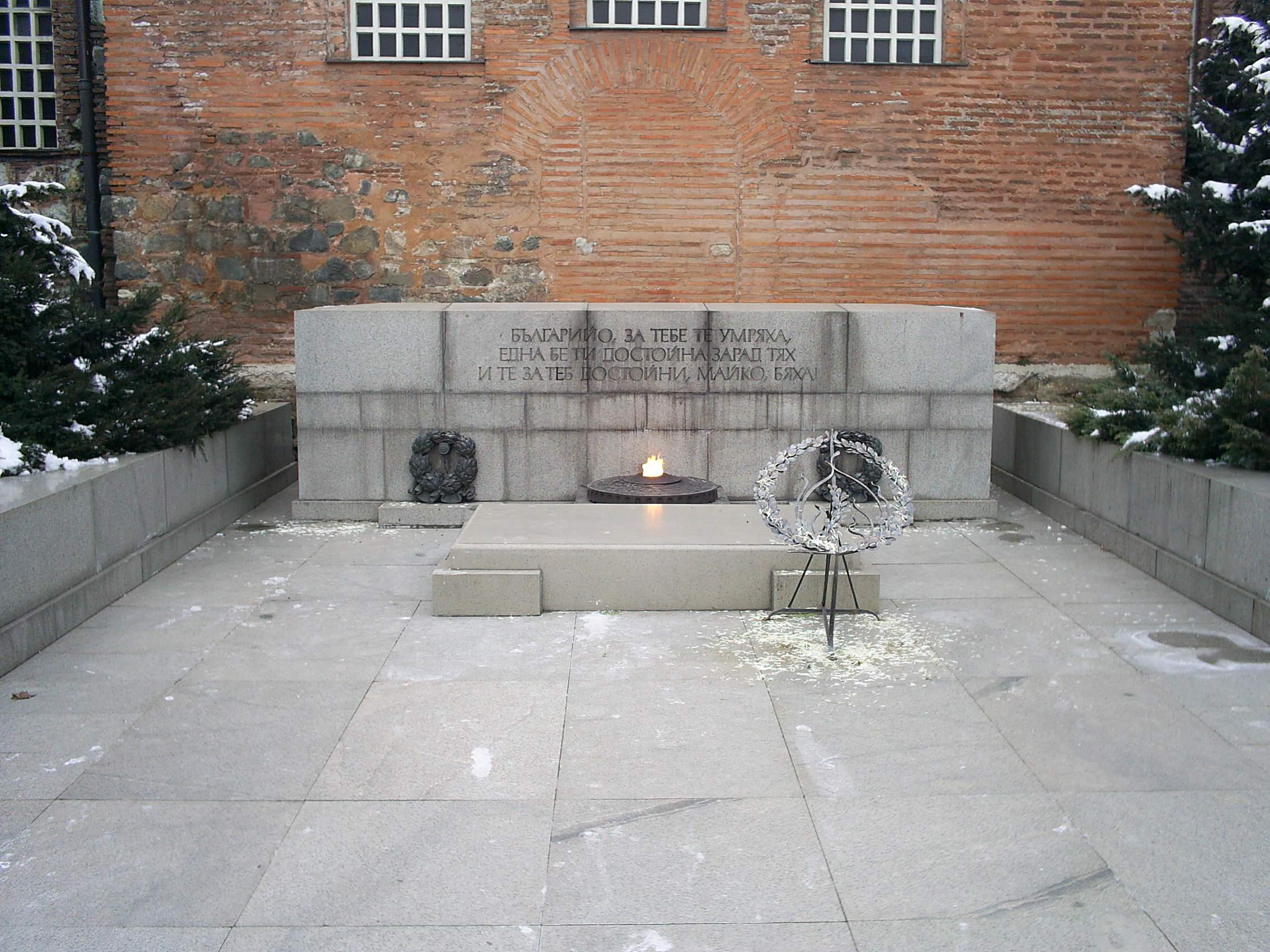
索非亚无名战士纪念碑上刻有伊万·瓦佐夫在《斯利夫尼察新公墓》中所寫的诗句

塞尔维亚计划在巴尔干地区的斯拉夫人中称霸，并坚决反对统一。国王米兰·奥布伦诺维奇早在1881 年就通知所有列强，如果公国可能与东鲁米利亚联合，他将攻击保加利亚。 1885 年9 月 9 日塞尔维亚动员预备队。该国发表了数百篇带有反对联盟宣传内容的文章、书籍和海报。 
9月12日，保加利亚获悉塞尔维亚已进行动员，以“维护巴尔干半岛的平衡”。塞尔维亚的要求是承认联盟，反对割让维丁、特伦和拉多米尔，塞尔维亚声称这些地区居住着塞族人。 塞尔维亚的主要目标是控制首都索非亚，从而切断保加利亚与马其顿领土的联系。 
奥匈帝国支持塞尔维亚的要求，但更倾向于和平解决冲突。德国和俄罗斯现阶段不愿直接介入，但俄罗斯报纸发表文章讨论塞尔维亚有望获得的“公正赔偿”。一些印刷出版物谴责俄罗斯，称： “俄罗斯将失去保加利亚！” ” 
尽管面临巨大的外交压力，保加利亚并不打算以任何方式补偿邻国，塞尔维亚也开始苦苦备战。
与塞尔维亚有秘密同盟条约的奥匈帝国，通过与政府关系密切的贷款银行 ，发放了2400万欧元的贷款，用于塞尔维亚军队的军备，但无意介入冲突并提前警告塞尔维亚，战争将由她独自发动，除了金钱之外，她不会得到任何其他援助。
所有大国都采取中立立场，有的甚至呼吁和平。在伦敦确信永恒的敌人俄罗斯实际上并不支持联盟之后，英国虽然姗姗来迟，却站在了保加利亚一边。其他人都希望塞尔维亚获胜。根据我们社会主义史学的一些解释，俄罗斯的立场不是针对保加利亚，而是针对其麻烦的亚历山大·巴滕贝格王子和总理佩特科·卡拉维洛夫。 

## 战争开始

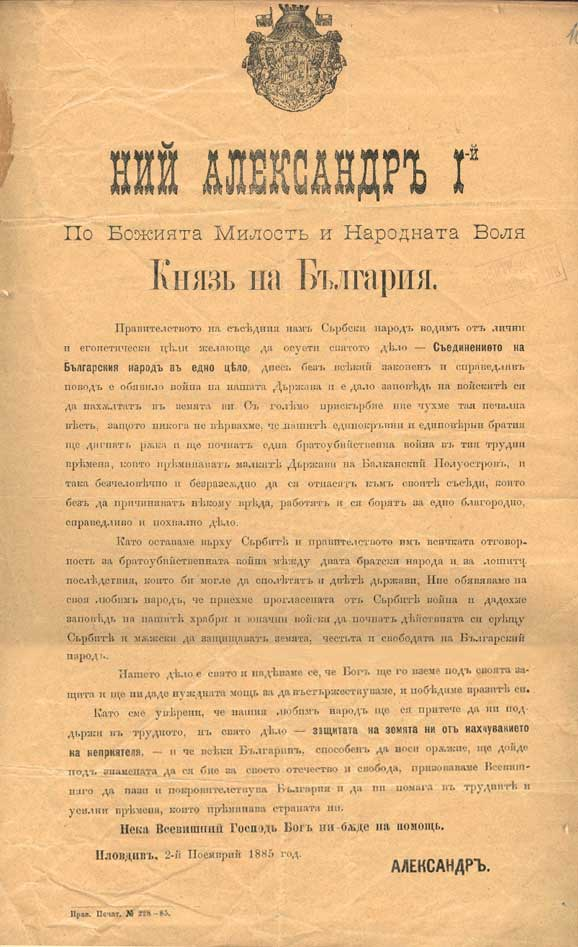
亚历山大·巴滕贝格亲王宣战宣言

9月27日，塞尔维亚部队越过特伦附近的边境，但被保加利亚军队击退。一个月后，第二次边境挑衅事件接踵而至。保加利亚向列强提出抗议，但无济于事。  10月底，塞尔维亚军队完成了对边境的集中， 11月2日，塞尔维亚借口保加利亚部队攻击边境地区，向保加利亚宣战。 同日，保加利亚亲王亚历山大·巴滕贝格向全体保加利亚人民发表宣言：
... като сме уверени, че всеки българин, способен да носи оръжие, ще дойде под знамената да се бие за своето отечество и свобода, за защита на земята ни от нахлуването на нападатели...

“......我們相信，每一個有能力攜帶武器的保加利亞人都會在旗幟下為他的祖國和自由而戰，為了保護我們的土地免受侵略者的入侵......”
保加利亚向所有大国发出照会，要求它们作为和平缔造者进行干预，但没有收到回应。只有宗主国奥斯曼帝国回应了援助请求，但表示只有公国拒绝与东鲁米利亚联盟，才会派遣军队支持保加利亚。

## 双方行动

### 塞尔维亚
塞尔维亚的总体计划是沿着皮罗特-察里布罗德公路前进，通过数量优势击败察里布罗德边境地区的保加利亚人，然后击败抵达的色雷斯保加利亚部队，占领维丁和保加利亚首都索非亚，米兰国王本人就驻扎在这里。奥布伦诺维奇走上看台并表达他的和平要求：
- 从塞尔维亚边境到伊斯卡河的保加利亚整个领土纳入塞尔维亚国家；
- 塞尔维亚占领公国其他地区；
- 将保加利亚首都从索非亚迁至特尔诺沃；
- 由米兰亲自率领的塞尔维亚军队在保加利亚首都举行的阅兵式；
- 巨额现金补偿。

塞尔维亚有42,000名士兵和800名骑兵在对抗索非亚的前线（尼萨瓦军），在维丁前线（蒂莫什卡军）有21,000名士兵，还有8,800名配备毛瑟-米兰诺维奇步枪的预备队和400支道德过时的枪支，预计还有30支左右。现代速射火炮从法国运抵。 截至1885年10月17日，6万名装备精良的塞尔维亚军队驻扎在从蒂莫克河口到奥索戈沃山的整个边境线上 。后来塞尔维亚军队人数达到12万多人（其中正规军10.3万人）。
军事仓库和人民的税收安排得很好。 
很大一部分塞尔维亚士兵训练不足，最优秀的指挥官——朱拉·霍尔瓦托维奇、约万·贝利马尔科维奇以及其他1876年至1878年与土耳其战争的老兵，都被米兰国王忽视，没有参加对保加利亚的战役。 

### 保加利亚

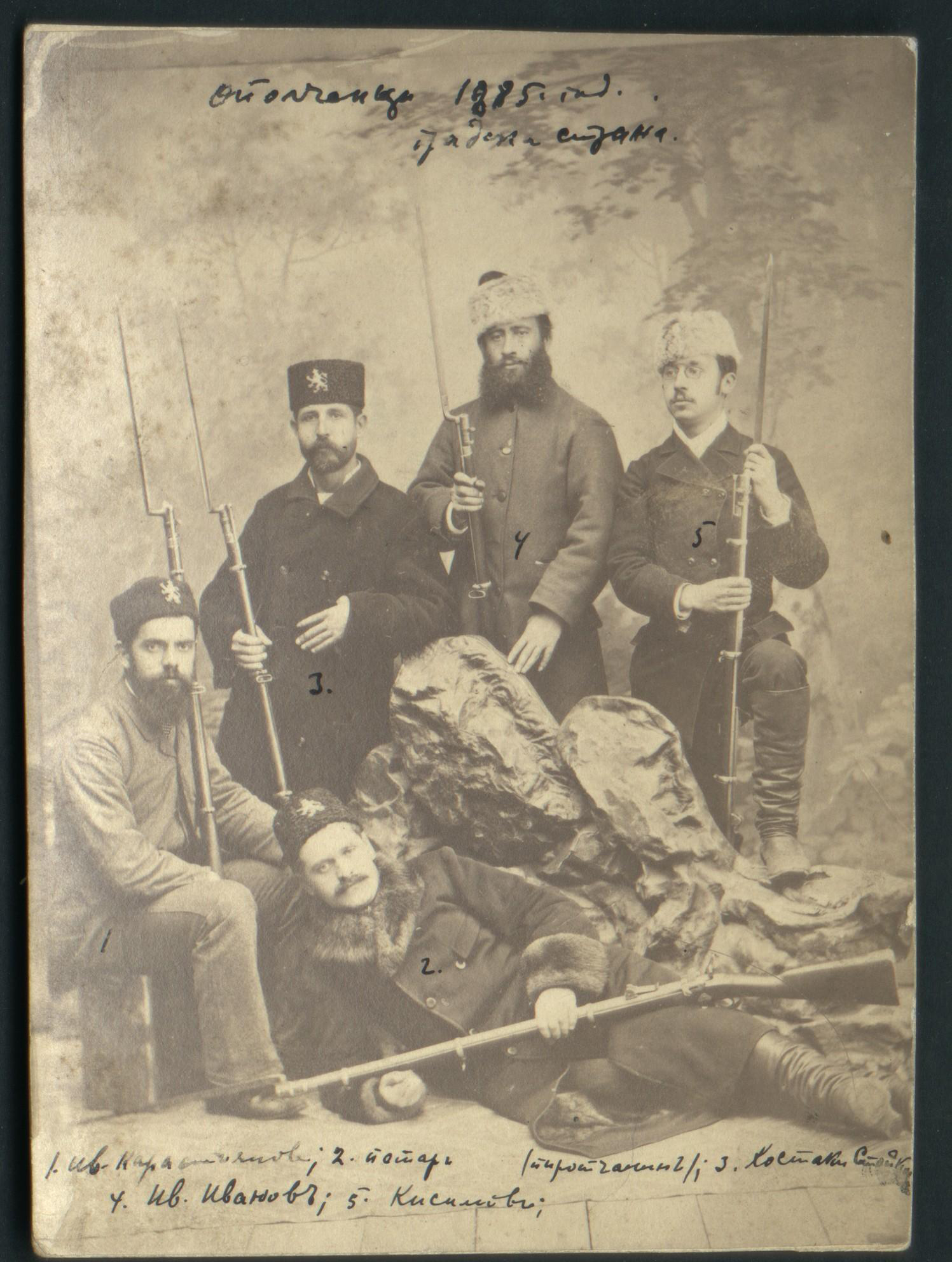
保加利亚著名摄影师伊万·卡拉斯托亚诺夫等志愿者

保加利亞軍隊組建時間僅6年，財力有限。統一前夕，公國約有四萬名訓練有素的士兵。在東魯米利亞，他們大約有 16,000 人。 9月底動員後，正規軍增補了預備役、民兵和志願者，公國共計6.6萬人，東魯米利亞4.2萬人。據其他作者稱，共有 86,000 人通過保加利亞親王國和東魯米利亞的軍營，加上志願者和民兵，軍隊人數略高於 100,000 人。
作为反对统一行动的示威，俄罗斯从保加利亚军队中撤回了军官，年轻的保加利亚军队仍然由上尉和少校指挥：大约40名来自俄罗斯军事院校的年轻保加利亚军官，他们一个月前刚毕业，有的甚至中断了学业。总司令是亚历山大亲王，他是一名职业军人，但没有太多指挥和作战经验。国防部长康斯坦丁·尼基福罗夫今年29岁，上任已经一个半月了。陆军参谋长是拉乔·彼得罗夫上尉， 24岁 。这就是为什么这场战争被称为“船长之战”。士官也不够，所以保加利亚连里任命了30名学员担任士官。
保加利亚步兵拥有老式步枪（10-15年以上），炮兵拥有200门火炮，不过比塞尔维亚古董要好得多，但其中40门已损坏无法使用。 
弹药也不够，制服也不够。只有正规军才有这样的衣服，预备役军人、民兵和志愿军都有自己的衣服。
食物主要来自民众自愿提供或通过国外富有的保加利亚人的捐赠。维丁和特龙的防御进一步加强。
当时的医疗服务水平很低——整个保加利亚只有150名医生和8名兽医，他们必须照顾营地中的所有马匹和骑兵。军队医院不存在。 
保加利亚有针对奥斯曼帝国的战争计划，但没有针对塞尔维亚的战争计划，并且军队分为两个军团。东部地区由军队的大部分组成，以土耳其边境为中心。西方军团沿塞尔维亚边境集结剩余部队。在密集的军事行动开始之前，西方军团又被分为两个——西部军团和北方军团，北方军团负责保卫维丁，西部军团负责保卫索非亚。指挥官是阿塔纳斯·乌祖诺夫上尉和阿夫拉姆·古杰夫少校。结果，战争一开始，3.2万人的保加利亚军队面对6万人的塞尔维亚军队 ，来自土耳其边境的保加利亚军队不得不紧急转移到塞尔维亚边境。
一旦宣战，行动计划是由实力较弱的西方军团进行防守，直到实力较强的东部军团到来后再进攻。

## 結果預期
鉴于最近保加利亚的解放以及缺乏经验丰富的军官干部，而塞尔维亚则恰恰相反，塞尔维亚拥有大量的军队和大炮以及当时最现代化的武器，西方列强的期望是迅速而彻底地解决这一问题。击败保加利亚。只有英格兰支持保加利亚，但纯粹是在道德意义上。
在东方大国俄罗斯，意见更加矛盾，大多数人预测保加利亚人会失败，这是可取的，因为这将使巴滕伯格不可能继续保住王位 。与此同时，舆论也对保加利亚人表示同情，一些刚从保加利亚回来、了解保加利亚军队的俄罗斯军官表示，“保加利亚人会把塞尔维亚人打死的” 。 
奥匈帝国政治家本雅明·卡莱在战争开始前在维也纳会见塞尔维亚特使武卡欣·彼得罗维奇时表示，塞尔维亚人低估了保加利亚人，他不排除塞尔维亚在与保加利亚的战争中失败的可能性 。

## 军事行动

### 战斗开始
西线軍隊分为7个支队，有17437名保加利亚士兵和34门火炮阻止塞尔维亚军队。 
11月2日，塞尔维亚部队攻击了沙里布罗德阵地，该阵地由安德烈·布库列什特利耶夫上尉指挥的<sup id="mw-g">第4</sup>普列文步兵团的一个连以及<sup id="mw_Q">第1</sup>索非亚步兵团的3个连负责防守。塞尔维亚人的比例为 7 比 1。保加利亚人不得不撤退到德拉戈曼阵地，因为他们无力承担在战争开始时做出巨大牺牲的代价。在德拉戈曼附近，从察里布罗德阵地抵达的保加利亚人与一个连和一个团合并
与此同时，在南方，塞尔维亚舒马迪亚师入侵保加利亚，其行动计划是夺取皮罗特-特伦-布雷兹尼克公路，随后与抵达的摩拉维亚师一起攻占特伦和布雷兹尼克，进入保加利亚。索菲亚·菲尔德击败了保加利亚的丘斯滕迪尔斯基支队，加入了从前线中部推进的塞尔维亚多瑙河师，并得到了其预备队——德里纳师的进一步增援。
舒马迪亚师进入距离保加利亚边境15公里处的内陆，保加利亚人撤退到弗拉布查村。该阵地由尼古拉·热内夫上尉领导，指挥4个班、1个连、第2斯特鲁姆斯基步兵团、第3布丁斯基团、第4普列文斯基团和第1索非亚团的正规步兵，保加利亚多瑙河团的2个连和民兵。
11月3日，舒马迪亚师第9营、两个中队和第24炮攻击保加利亚重要阵地奥林斯基弗拉。中午时分，保加利亚部队停止抵抗，撤退到塞基里察山口，并在那里发动反击。这为东保加利亚军队到来赢得了宝贵的时间。战斗持续了一整天，直到11 月 4 日，保加利亚人再次撤退，这次撤退到了布雷兹尼克。
再往南一点，摩拉维亚师与保加利亚伊兹沃尔分队作战，由斯特凡·托舍夫上尉指挥，守卫特伦并集中在科卢尼什卡高地。经过一天的战斗，伊兹沃尔斯基分队撤退到特雷克利亚诺村。 11月4月底，塞尔维亚人占领特伦并向拉多米尔进发。
塞尔维亚多瑙师向德拉戈曼进军，但最终被击退。
在西线北端，保加利亚沙里布罗德分遣队撤退到斯利夫尼察。
尼萨瓦军队向索非亚进发，但在连平民也参加的两天战斗中，行动被推迟，这给了保加利亚人在主要防御阵地斯利夫尼察集结兵力的机会。
此前一直保留的塞尔维亚德林师介入了战斗。 
同一天，保加利亚王子召开王座会议，决定保加利亚军队将集中在斯利夫尼察，在那里进行决定性的战斗，并在那里拖延塞尔维亚人直到保加利亚军队到达。土耳其边境。
11月4日中午，塞尔维亚军队已经来到斯利夫尼克的保加利亚阵地前。保加利亚人设法及时挖掘战壕并巩固阵地。塞尔维亚德林师和多瑙师被部署在斯利夫尼察周围，苏马迪亚师和部分摩拉维亚师抵达后不久。

### 斯利夫尼什卡战役
亚历山大一世决定攻击马洛马洛沃村附近的塞尔维亚阵地，击退敌军左翼。斯利夫尼察的前线分为3部分，比例为12,000名保加利亚人和25,000名塞尔维亚人。
11月5日上午，决定性的斯利夫尼斯战役打响。上午9点，塞尔维亚人进攻，但格奥尔基·西利亚诺夫上尉的炮兵连迅速击退了他们，没有造成人员伤亡。保加利亚人按照王子的命令，在马洛马洛沃村附近发起反击，很快塞尔维亚部队就被迫撤退。战斗主要发生在侧翼，塞尔维亚人不断进攻，但没有成功。 
在战斗中，保加利亚炮兵通过猛烈的火力为步兵提供了很大的帮助，但尽管如此，保加利亚右翼仍因缺乏弹药而撤回了工事阵地。
当斯利夫尼察战役如火如荼地进行时，塞尔维亚摩拉维亚师占领了布雷兹尼克，并向斯利夫尼察保加利亚阵地的左翼移动。舒马迪亚师在斯利夫尼察阵地与多瑙河师和德里纳师汇合。
當佩塔爾·坦蒂洛夫上尉和他指揮的 4 個色雷斯人連、2 個索非亞連和 1 個民兵連和一個連與保加利亞軍隊會合時，塞爾維亞軍已經做好了發動毀滅性攻擊的準備；因此，保加利亞軍已經達到 20,000 人，塞爾維亞軍則超過 31,000 人。
在索非亚，亚历山大一世担心自己可能会输掉决战，因此他准备了撤离保加利亚首都的计划，同时也下令加强和加强左斯利夫尼侧翼。
11月6日，整个前线的战斗开始了。布迪纳团反击成功，普列文团到达塞尔维亚战壕。
在左翼，保加利亚軍的情况不太好。舒马德师和摩拉维亚师从南部和西南部推进。摩拉维亚人的总部设在布雷兹尼克，正在向古尔古利亚特挺进，在斯特凡·基索夫上尉的指挥下，有 1,950 人被派去对抗摩拉维亚軍的后方。 尽管在布雷兹尼克战役中战败，保加利亚支队却拖延了整个摩拉维亚师向决定战争结果的斯利夫尼察推进的时间，并迫使塞尔维亚軍分出两个营从南方进行掩护。 

保加利亚指挥部决定在右翼末端发起进攻，在进攻过程中，塞尔维亚撤退，图登、科姆什蒂察和斯莫尔恰等村庄被解放。
Много мъртви и ранени има на двете страни. Българите се бият като лъвове, даже без офицери (...) те заслужават един спомен в историята даже ако бъдат победени.

雙方都有不少人死傷。保加利亞人像獅子一樣戰鬥，即使沒有軍官（……）即使他們被擊敗，他們也應該被銘記在歷史中。”

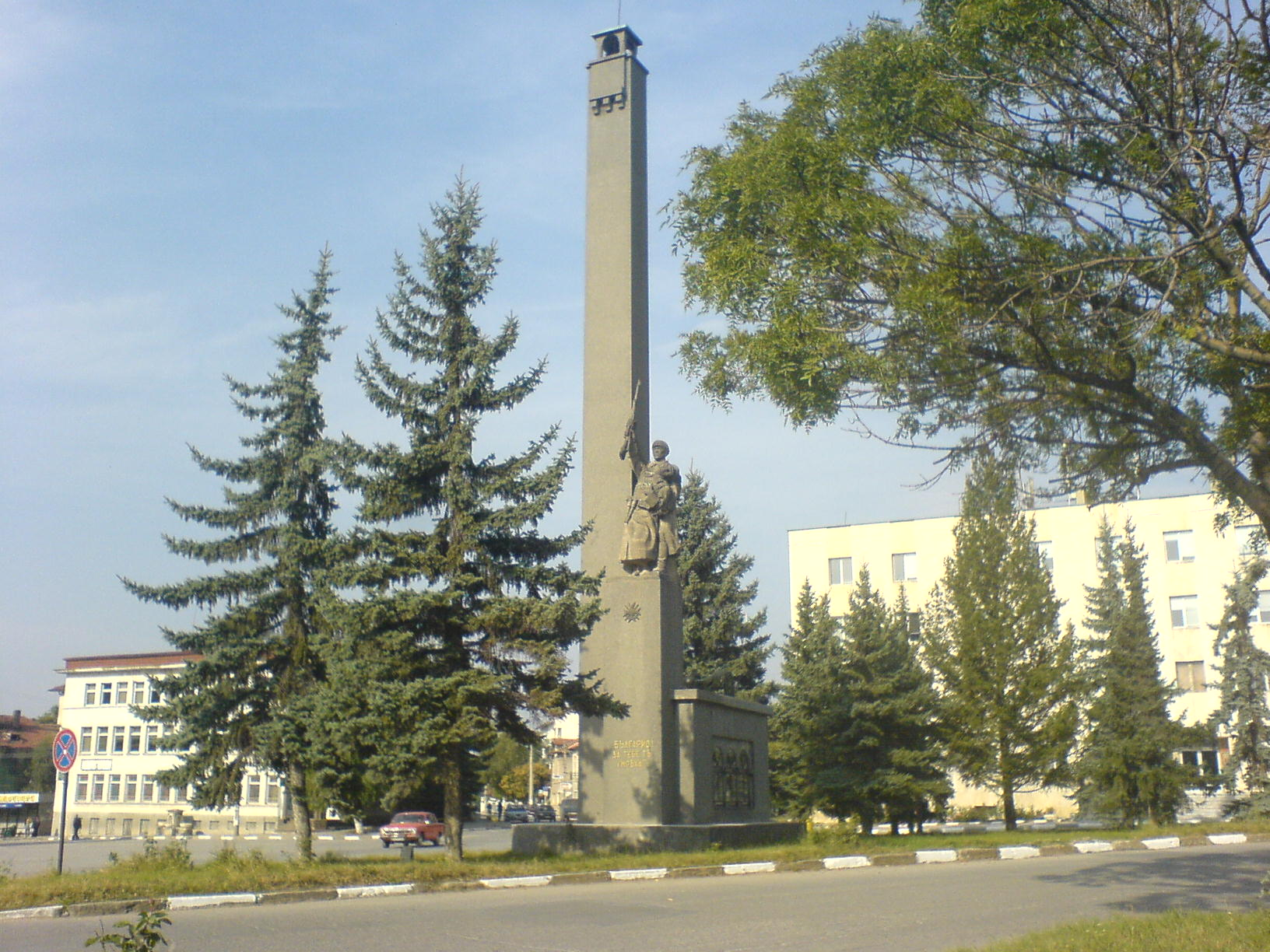
死者纪念碑 - 斯利夫尼察

11 月 7 日，两国在投入更多新人后，塞尔维亚軍隊人數达到 40,000 人，保加利亚則达到 32,000 人。
11月7日凌晨，赫里斯托·波波夫上尉率领小队向古尔古利亚特村进发，与塞尔维亚3个营、1个炮台和1个中队遭遇势均力敌的战斗并将其击败。 
当时，北翼的塞尔维亚军队收复了部分失地。保加利亚反击。布迪纳团指挥官马林·马里诺夫上尉亲自率领战士下令进行刺刀攻击，但在战斗中他受了致命伤，几天后因伤重身亡。后来，布迪纳团得到了普列文团和一个炮台的支援。一场激烈的争夺战随即展开，但塞尔维亚人坚持不住，转身逃跑，战局从此决定。 11月7日中午，保加利亚人发起进攻。 
科斯塔·帕尼察上尉的分队在罗波特和科姆什蒂察击败塞尔维亚军队并进入塞尔维亚，从而结束了斯利夫尼察战役。

### 北部战线
与西线保加利亚人的进攻不同，北线战斗激烈，勒沙宁将军及其指挥的塞尔维亚铁莫什卡军向维丁推进，保加利亚边防部队很快开始撤退到维丁。维丁堡垒。兵力比例不对等，塞尔维亚人有22000人，而保加利亚的15000名守军全部都是民兵、预备役军人和志愿者，没有一个正规军。 
11月4日，北方方面军司令阿塔纳斯·乌祖诺夫上尉命令一支由阿纳斯塔斯·彼得罗夫中尉和扬科·德拉加诺夫中尉指挥的小型飞行分队穿过布雷戈沃附近的蒂莫克河，从那里向扎伊查尔推进，以解救守军。库拉。结果，塞尔维亚的4个连被击败，大约100名战斗机被俘，但同时格奥尔基·托多罗夫上尉的飞行小队在库拉被击败，保加利亚人撤退到维丁。  
对于塞尔维亚人来说，向贝洛格拉奇克的推进并不那么成功。在11月6日进城的战斗中，他们的第十四团第二号被帕纳约特·德沃里亚诺夫中尉率领的志愿军击败。 当时，维丁已经做好了攻城的准备，4艘船为要塞守军卸下了食物和弹药，准备了战壕，检查了工事。 保加利亚人不敢从保加利亚南部撤军，因为奥斯曼帝国仍然构成威胁。

### 保加利亚舰队的行动
在這場戰爭中，保加利亞艦隊接受了戰火的洗禮。
1885年9月，多瑙河艦隊和海上分隊擁有“Vzryv”號、“Opyt”號、“Golubchik”號、“Alexander I”號輪船，米諾斯船隻“Turtle”號和“Bychok”號，蒸汽切割船“Bavaria”號、“ Motala”、“Fardingu”、“Raketa”、“Olafchik”、“Varna”和“Pitchka”，駁船“Maritsa”、“Yantra”、“Tunja”和“Bot #1”。
汽船上迅速安置了兩門4磅炮，快艇上安置了兩門速射砲，掃雷艇除了一門速射砲外，還配備了兩枚棍狀地雷。在西蒙·万科夫船長的指揮下，多瑙河艦隊增援了士兵和志願切特尼克人，其中包括將維丁要塞指揮官阿塔納斯·烏祖諾夫船長從魯塞調往維丁。彈藥、大砲和小型武器被運送，河流被巡邏，情報和運輸行動得到支持，並向被圍困的維丁堡壘提供食物、設備和材料。 
1885 年 9 月 18 日，兩個志願連、四門 24 磅炮、一門 6 磅迫擊砲、17 門野戰炮以及 8,500 發砲彈，由兩艘輪船和一艘駁船運往維丁。 
1885年10月10日，當時的船隊從拉霍沃的魯塞兵工廠轉移了500支步槍和25,000發彈藥，在接下來的幾天裡，一個新的志願連通過水路轉移到維丁，其中包括第1 Dobrichka、第2 Svishtovska 、第3瓦爾納連、第4巴爾奇什卡連、第5魯塞連和第6舒門連，以及第5多瑙河步兵團的後備連：第17、18、19和23連。 
1885 年 10 月 22 日，“Golubchik”號將兩個預備連從瓦爾納和六門 4 磅大砲從魯塞運送到洛姆。九門野戰炮也隨同船運往維丁。為飛行支隊運送了300名志願軍和砲彈，使支隊能夠積極開展作戰行動。 1885 年 11 月 11 日，600 萬枚子彈從魯塞運送到維丁，另外 200 萬枚子彈運送到奧里亞霍沃。輪船“Alexander I”、“Opytu”、“Vzrivu”總共有 118 個航線，Minoans 和蒸汽切割輪“Olafcik”、“Raketa”、“Turtle”（後者重新駐紮在阿查爾）也運營。一支隸屬於要塞的突擊隊成立了——駐紮在洛姆的“法丁”，駐紮在維丁的“穆塔拉”和“巴伐利亞”，以及直接隸屬於要塞指揮官的“比喬克”。 “穆塔拉”還通過卡拉法特確保被圍困的維丁堡壘與索非亞指揮部的通信。兩艘驅逐艦都被移交給洛姆的支隊。被圍困的維丁要塞保加利亞勝利和戰爭結束的消息也是由船隊帶來的。
舰长伊万·维利科夫指挥的“穆塔拉”号摩托艇取得了战斗功绩，俘获了两艘敌舰。第一次是在 11 月中旬，在维丁堡垒前巡逻时，有人发现一艘熄灯的船沿着罗马尼亚海岸偷偷行驶。发现被发现后，该船逃到了塞尔维亚炮台的掩护下，但保加利亚水手切断了退路，经过交火，该船被俘获。原来是一艘塞尔维亚帆船，为驻扎右翼的塞尔维亚军队装载了400袋物资。在同一艘船的下一次巡逻中，再次发现一艘偷偷摸摸的船只，这次是在维丁港口附近。经过一番追击，法庭也被攻陷。原来是一艘自行式浮桥，上面有塞尔维亚侦察小组。该船和塞尔维亚士兵向保加利亚海军投降并被俘。这是我们现代军事舰队的第一次战斗胜利。

### 战争的转折

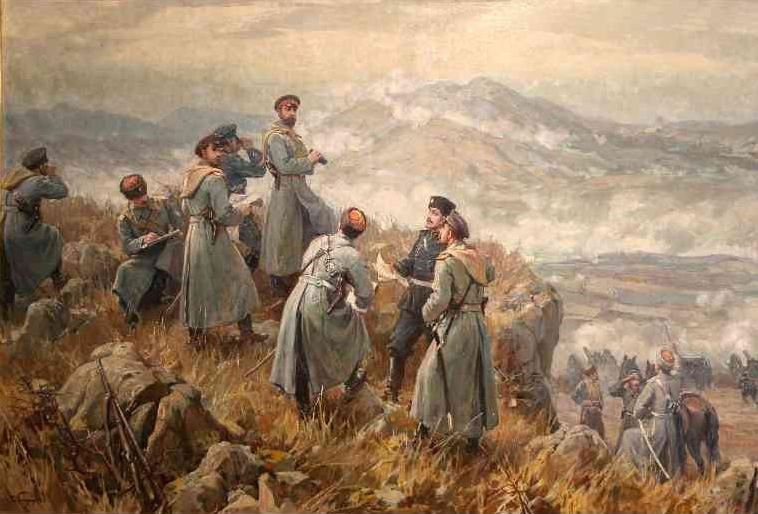
巴滕贝格王子亚历山大一世在德拉格曼战场上

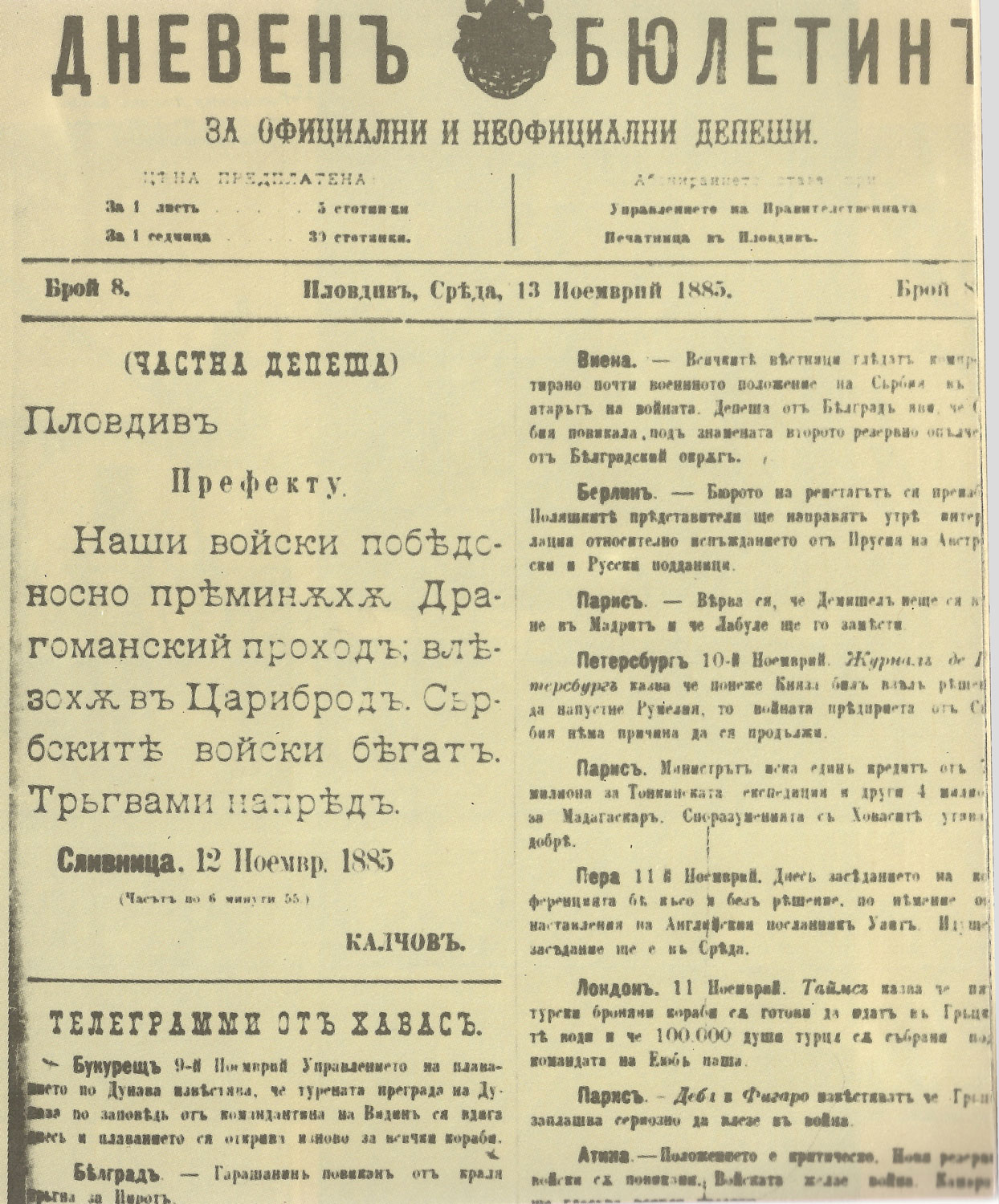
1885 年 11 月 13 日《每日公报》

保加利亚指挥部决定在战争第二阶段发起进攻，击败塞尔维亚军队主力，赢得战争。 
11月8日，保加利亚右翼向德拉格曼推进；经过一整天的连续战斗，塞尔维亚撤退到城南。
同一天，索非亚第一步兵团在加拉博夫齐村与战败的摩拉维亚师的一支分队会师。不久布雷兹尼克也被释放，塞尔维亚撤退到特伦。
塞尔维亚多瑙师退到卡洛蒂纳，舒马迪亚师退到加贝尔，德里纳师退到德拉戈曼山口，塞尔维亚军队已经陷入恐慌和士气低落。 
11月9日，战斗停止，保加利亚指挥部有机会重新集结部队。
特尔诺沃第六步兵团、普里莫尔斯基第八步兵团和普罗夫迪夫步兵团抵达后，保加利亚军队人数现已达到 40,000 人。

11月5日至8日的戰鬥之後，人們對戰爭的期望發生了根本性的變化。一些歐洲報紙寫道，列強必須屈服並將東魯米利亞交給保加利亞。英國《泰晤士報》1885 年 11 月 10 日指出：
Сега не може да има вече съмнение, че сърбите са претърпели сериозни несполуки (...) Победата на българите, победа на правото и правдата (...) ще предотврати една голяма и може би всеобща война.

“現在毫無疑問，塞爾維亞人遭受了嚴重挫折（……）保加利亞人的勝利，法律和正義的勝利（……）將阻止一場重大的、也許是全面的戰爭。”
亚历山大一世亲王决心将敌军全部赶出保加利亚领土，进入塞尔维亚，然后再进行和平谈判。
11月10日，保加利亚右翼和中路开始越过德拉戈曼山口进攻，塞尔维亚人再次无法抵挡保加利亚的“刀锋”攻击，撤退到察里布罗德；前线已经距察里布罗德14公里。
11月11日，宣布对塞尔维亚军队发动总进攻。最南侧朝向特伦。
撤退的塞尔维亚军队（多瑙河、德里纳、舒马迪亚和摩拉维亚师的残部）设法在普拉尼察-察里布罗德-拉代纳一线重新集结，但再次被迫撤退，察里布罗德被保加利亚士兵解放。 
撤退到边境的塞尔维亚部队得到加强并集中在涅什科夫峰，在11月12日的刺刀袭击后，舒马迪亚师被推到了保加利亚边境后面。重新集结的摩拉维亚师也被击败并撤退到边境。

### 对塞尔维亚领土的军事行动
11月13日，塞爾維亞議員被派去要求停戰，但保加利亞人答复說，只有保加利亞王子亞歷山大一世的直接命令才能實現和平。
11月12日，俄罗斯等大国向保加利亚发出照会，要求交战国家开始和平谈判，该照会也得到了本已严重担心领土安全的奥斯曼帝国的支持。然而，在列强的请求中，没有提及承认保加利亚联盟。保加利亚政府以亚历山大一世在战场为由推迟答复； 11月14日之后，该提案被拒绝；保加利亚王子下令继续进攻。只有在联盟得到承认的情况下才会进行和平谈判。
11月13日，再次没有战斗，两军都准备进行更大规模的战斗。塞尔维亚人在皮罗特增援，他们的兵力已经达到65,000人。保加利亚军队也驻扎在皮罗特附近，人数约为 42,000 人。
在索非亚，紧急为伤员建立了23家医院，所使用的建筑包括国家银行、国民议会、各部委和许多学校的大楼。
牛车昼夜不停地从索非亚开往前线，为保加利亚士兵提供补给。

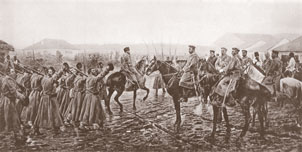
“进入皮罗特” 安东尼·皮奥特罗斯基繪製

11月14日，保加利亞部隊到達皮羅特前方的防禦工事。保加利亞指揮部認為，此次戰鬥中最重要的戰術點是黑峰。當晚，普雷斯拉夫和科納爾步兵團的連隊用刺刀襲擊了這座山峰，並將其占領。整個皮羅線的顏色很常見。保加利亞砲兵大力支援步兵。皮羅特被保加利亞軍隊包圍。
11月15日，保加利亞人發起刺刀攻擊，城內街道激戰。由於意外的早期襲擊，塞爾維亞軍隊陷入混亂，他們放棄了這座城市。保加利亞軍毫無受阻的進入尼什。在塞爾維亞一側皮羅特附近的博亞，有700多人死亡、560人受傷。保加利亞軍隊傷亡1150人，165人下落不明。 

### 维丁围城战
在北方战线上，保加利亚軍隊再次遇到困难，塞尔维亚军队成功包围了维丁。
格奥尔基·托多罗夫中尉被从洛姆派出，带着3个预备连、一个中队和6门火炮，但当他试图帮助保加利亚北部军队时，很快就被塞尔维亚人击退。
11月11日，塞尔维亚军队开始猛烈炮击维丁，保加利亚軍用30门大炮阻止了前进。
守军的主力是一支鲁塞支队、一支预备役布丁支队和舒门志愿军，总共不超过六千人。 在日内瓦保加利亚学生的倡议下，学生志愿者军团也加入了他们的行列，该军团由一百名保加利亚海外学生组成。
塞尔维亚军队约有11,000名士兵。
塞尔维亚指挥部试图利用索菲亚陷落的谎言让阿塔纳斯·乌祖诺夫上尉投降，但保加利亚上尉拒绝了这一提议。  11月13日，他下令将多瑙河放入城市的运河，从而淹没了周围的环境，维丁像一座岛屿一样被水包围。
11月12日至13日，塞尔维亚人发动新的进攻，但没有成功。第二天，塞尔维亚将军勒沙宁提出休战几个小时，让伤员回家，乌祖诺夫接受了。然而，塞尔维亚人并没有利用临时休战来拯救伤员，而是挖掘新战壕并改善旧战壕。
11月14日，塞尔维亚人再次进攻，但被击退。
11月15日，保加利亚人出堡垒发起反攻，塞尔维亚人被赶出。 11月15日凌晨，保加利亚分队在拉戈舍夫齐村。
11月16日，保加利亚和塞尔维亚缔结休战；同一天，勒沙宁将军接到通知，但他仍然下令以所有可用部队对维丁发动进攻。袭击一直持续到11月17日凌晨才成功。 

### 马其顿保加利亚人的参与
统一宣布后，博伊科沃村成立了一支志愿“马其顿营”，其中包括斯皮罗·科斯托夫、卡乌拉诺夫中尉和四月起义老兵伊万·索科洛夫指挥的分队，人数约400人。最初，该营被派去守卫保加利亚公国和奥斯曼帝国的边境，但在引发叛乱后，该营被派往前线。 

## 战争结束
保加利亚在皮罗特取得令人信服的胜利后，塞尔维亚军队面临彻底溃败。保加利亚军队正准备进攻尼什，但11月28日（旧式11月16日）奥匈帝国驻贝尔格莱德全权代表凯文胡勒伯爵抵达位于皮罗特的保加利亚军队总部，向保加利亚王子亚历山大一世·巴滕贝格提出要求停止进一步的进攻。凯文惠勒威胁奥匈帝国军队介入冲突，并可能俄罗斯介入。 保加利亚统治者被迫接受。选择当前前线作为分界线。 
保加利亚和塞尔维亚之间开始停战谈判，并于12 月 21 日结束（12 月 9 日，旧式）。和平条约于1886年3月3日（旧式2月19日）在布加勒斯特签署。
这场胜利对于加强保加利亚的国际地位和获得联盟的认可发挥了重要作用。
塞尔维亚的失败加剧了公众对米兰国王的不满。 1889 年，在经历了三年的政治不稳定之后，他退位给了儿子。 